# Епархия Алькала-де-Энареса

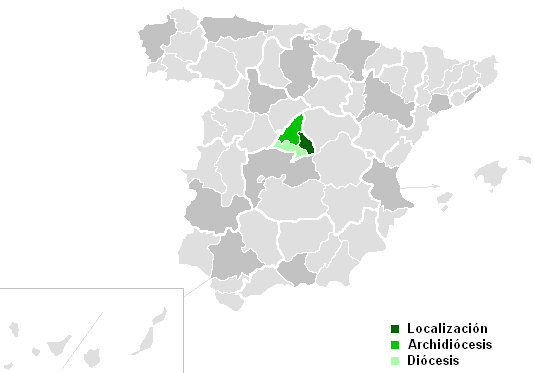
Карта расположения епархии Алькала-де-Энареса

Епархия Алькала-де-Энареса (лат. Dioecesis Complutensis) — епархия Римско-Католической церкви c центром в городе Алькала-де-Энарес, Испания. Епархия Алькала-де-Энареса входит в митрополию Мадрида. Кафедральным собором епархии Алькала-де-Энареса является церковь святых Юста и Пастора.

## История
В V веке была образована епархия Комплутума. В это время епископ Толедо обрёл в Комплутуме мощи святых Юста и Пастора и основал в городе первую церковь в честь этих святых. В настоящее время эта церковь является кафедральным собором епархии Алькала-де-Энареса. Епархия Комплутума просуществовала до XI века, когда Римский папа Урбан II 4 мая 1099 года присоединил её территорию к архиепархии Толедо.
23 июля 1991 года Римский папа Иоанн Павел II выпустил буллу In hac Beati Petri cathedram, которой учредил епархию Алькала-де-Энареса, выделив её из архиепархии Мадрида.
18 октября 1997 года была открыта епархиальная семинария.

## Ординарии епархии
- епископ Мануэль Уренья Пастор (23.07.1991 — 1.07.1998) — назначен епископом Картагены;
- епископ Хесус Эстебан Катала Ибаньес (27.04.1999 — 10.10.2008) — назначен епископом Малаги;
- епископ Хуан Антонио Рейг Пла (7.03.2009 — по настоящее время).

Геральдический щит

## Источник
- Annuario Pontificio, Libreria Editrice Vaticana, Città del Vaticano, 2003, ISBN 88-209-7422-3